# Канцелярія Великого князівства Литовського

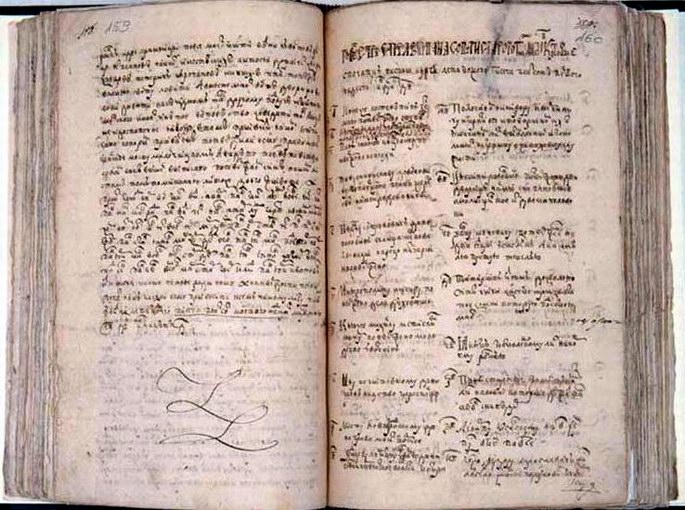
Литовська метрика з копіями виданих канцеляріями документів

Канцелярія Великого князівства Литовського — державна установа Великого князівства Литовського, яка виконувала документаційне забезпечення функціонування центральних органів влади і управління.
Була створена наприкінці XIV століття як особиста канцелярія князя Вітовта і перебувала у Вільно. Набула характеру державної установи приблизно в середині XV століття, коли значно збільшився внутрішньодержавний документообіг. Главою канцелярії був Великий канцлер литовський, в 1566 році була введена посада підканцлера, який заміняв канцлера під час його відсутності. Введення посади пов'язано з тим фактом, що керівник канцелярії повинен був залишатися в столиці для утвердження державних документів і, одночасно, супроводжувати великого князя. Канцлер був хранителем великої державної печатки, підканцлер — малої, у зв'язку з чим обидва вони називалися «печатарями». Крім канцлера і підканцлера до складу працівників канцелярії входили регенти, секретарі, писарі і дяки. Окремою групою співробітників були арабські і татарські писарі, які займалися документами, складеними відповідно, арабською та татарською мовами. Іноді до роботи в канцелярії залучалися особисті слуги великих державних діячів, часто люди канцлера і підканцлера. Канцелярія носила світський характер, лише деякі працівники латинського відділу, колишні вихідці з Польщі, були одночасно церковними служителями.
На думку білоруського історика Олександра Груші, вже на початку XVI століття в канцелярії існував поділ на руський і латинський відділи, сформовані за мовною ознакою. У кожному відділі були свої писарі та секретарі. Після введення посади підканцлера канцелярія стала ділитися на велику (головну) і малу. Подібне ділення не було затверджено організаційно, а було пов'язане з поділом канцелярських книг між канцлером і підканцлером. Печатарі зберігали не тільки книги, які вели самі, але і канцелярські книги своїх попередників.
Порядок роботи канцелярії в загальному вигляді був наступним: за дорученням канцлера або підканцлера документ готувався будь-яким з писарів, що знаходяться в канцелярії, складений документ підтверджувався великою або малою печаткою, після чого текст документа копіювався в метрику — книгу, яка велася при печатарі, що затвердив документ.
У функції канцелярії входила підготовка документів центрального апарату управління Великого князівства Литовського, але головним завданням було забезпечення рішень великого князя і Ради Великого князівства Литовського, а також Сейму, який не мав власної канцелярії. Канцелярія виконувала величезний обсяг роботи — також через звернення приватних осіб. Всі дарчі грамоти, що підтверджували привілеї, і судові рішення, що видавалися на руки приватним особам, готувалися тут. Крім того, канцелярія займалася засвідченням приватних угод з нерухомістю, заносила копії цих документів в спеціальні «копійні книги», на вимогу робила з них виписки, тобто виконувала функцію нотаріату. За видачу документів на руки, їх копіювання або виписку з копійних книг канцелярія брала мито. Також великий обсяг роботи канцелярії забезпечувало ведення документів з судочинства. За дорученням великого князя працівники канцелярії брали участь у судових процесах: печатарі — як судді, секретарі і писарі — судові засідателі. Писарі іноді включалися в комісії з розслідування судових справ на місці.
З кінця XV століття канцелярія стала виконувати також функції, не пов'язані з документаційним забезпечення, — як посольської служби і державної пошти. Крім того, співробітникам канцелярії часто доручали працювати ревізорами, мірниками, комісарами, виконувати інші доручення влади. Канцелярія була єдиним виконавчим органом держави, але тільки технічним — власних управлінських рішень вона не приймала. Тим не менш, вона була державним органом управління князівства. Працівники канцелярії становили інтелектуальну еліту держави. Вони були редакторами Статутів Великого князівства Литовського, а також постанов Сейму і Ради. Печатарі займали одне з провідних положень в суспільному і політичному житті Великого князівства Литовського.
Канцелярія була ліквідована разом з ліквідацією держави наприкінці XVIII століття.